# Miasino
Miasino est une commune de la province de Novare, dans le Piémont, en Italie.

## Géographie
La partie centrale du territoire communal est située sur un plateau entre les montagnes qui l'entourent. Le hameau de Pisogno est sur les pentes du Monte Formica, séparé du reste de la commune par le torrent Agogna. Le hameau de Carcegna se développe en direction du lac d'Orta.

## Administration
| Période                                  | Période  | Identité       | Étiquette    | Qualité |
| ---------------------------------------- | -------- | -------------- | ------------ | ------- |
| 13 avril 2008                            | En cours | Dario Silvetti | Lista Civica |         |
| Les données manquantes sont à compléter. |          |                |              |         |

### Hameaux
Pisogno, Carcegna, Tortirogno.

### Communes limitrophes
Ameno, Armeno, Orta San Giulio, Pettenasco.